# 저스티스 건담
저스티스 건담(영어: Justice Gundam, 일본어: ジャスティスガンダム)은 TV 애니메이션 《기동전사 건담 SEED》 시리즈에 등장하는 모빌 슈트(MS)로 분류되는 가공의 유인 조종식 인간형 로봇 병기이며, 프로그램 후반부터 등장하는 새로운 주역기이다. 플랜트의 군사 조직인 자프트의 시제기로 형제기인 프리덤 건담, 프로비던스 건담과 같이 핵엔진을 탑재한 고성능기라는 설정이다. 붉은색이 기조인 색상과 닭의 볏 모양을 닮은 머리의 센서, 등쪽에 장착된 대형 백팩을 가지고 있는 것이 특징이다. 백팩은 분리되어 원격 조작이 가능하며, 백팩 상부에 저스티스 건담이 올라탈 수도 있다. 《기동전사 건담 SEED》 작품 내에서는 주인공 중 한 명인 아스란 자라가 이지스 건담에 이어서 저스티스 건담에 탑승해, 주인공인 키라 야마토 및 그 동료들과 공동 전선을 펼치게 된다. 프로덕션 코드는 "저스티스", 형식번호는 "ZGMF-X09A"로 설정되어 있다. 미디어나 관련 상품에서는 "저스티스 건담"이라고 호칭되지만, 《기동전사 건담 SEED》 시리즈 작품 내에서는 다른 건담 타입의 모빌 슈트와 마찬가지로 "건담"을 생략하고 "저스티스"라고 호칭된다.
"건담"이란 단어는 배크로님으로 설정되어 있으며, 〈로봇혼 SIDE MS 프리덤 건담〉의 특제 마킹 씰 및 소책자에 부속된 작품 내 종반을 이미지화한 마킹 씰에서는 "ZGMF-X09A JUSTICE Generation : Unsubdued Nuclear Drive / Assault Module Complex" 및 "ZGMF-X09A JUSTICE G.U.N.D.A.M Complex"로 표기되어 있다.
본 문서에서는 《기동전사 건담 SEED》의 후속편인 《기동전사 건담 SEED DESTINY》에 등장하는 저스티스 건담의 후계기인 인피니트 저스티스 건담에 대해서도 설명한다.
메카닉 디자인은 둘 다 오오카와라 쿠니오가 담당하였다.

## 개요
저스티스 건담의 메카닉 디자인은 오오카와라 쿠니오가 담당하였다. 디자인을 담당한 오오카와라 쿠니오에게 전해진 감독인 후쿠다 미츠오의 러프 단계의 아이디어에서는 대형 모빌 아머(MA)와 합체하는 모빌 슈트(MS)라는 컨셉이었다. 결정 원고의 저스티스 건담에서도 채택되고 있는 리프터 탑승이나 수평 전개 외에 고속 이동용 형태나 이도류로 싸우는 기체 등의 메모도 있었지만, 이것들은 채택되지 않았다.
또한 디자인 초기에는 저스티스 건담도 만능형 모빌 슈트(MS)로 하자는 안도 있었지만 결정 원고에서는 사라졌고, 가까운 시기에 디자인된 스트라이크 건담의 스트라이커 팩인 I.W.S.P.에 영향을 받은 여러 요소가 보인다. 그리고 백팩의 장비는 공공연하게 "리프터"로 읽혀지는데 그 유래는 감독인 후쿠다 미츠오가 과거에 참여한 선라이즈의 작품 《기갑전기 드라고나》에 등장하는 같은 종류의 장비에 대한 존경의 의미를 담은 것에 의한 것이다.

## 설정 해설
국력, 물량에서 지구연합군에게 밀리는 자프트가 패트릭 자라의 지시에 따라 탈취한 G 병기의 데이터를 활용해 자프트의 통합 설계국을 형성하는 3개의 주요 모빌 슈트 설계국(하인리히 설계국, 아시모프 설계국, 클라크 설계국)에 의해서 개발된 시험제작형 모빌 슈트(MS)이다. 자프트가 지구연합군에게 탈취한 이지스 건담의 후계기로 만들어진 기체이며, 형제기인 ZGMF-X10A 프리덤 건담과 함께 C.E. 71년 4월 1일에 롤아웃되었다. 같은 날, 플랜트 최고평의회 의장에 취임한 패트릭 자라에 의해 "내추럴에게 '정의'의 철퇴를 내리고, 코디네이터의 진정한 '자유'를 쟁취한다"는 기치를 내거는 의미로 ZGMF-X09A는 "정의(저스티스)"로, ZGMF-X10A는 "자유(프리덤)"로 명명되었다.
지구연합군의 GAT-X 시리즈와 장래에 이루어질 양산화를 고려하면, 물량의 차이로 인한 자프트 모빌 슈트(MS)의 우위가 뒤집히는 것은 큰 골칫거리였다. 그리하여 저스티스 건담은 자프트와 지구연합군의 기술을 융합한 기체로 개발되었다. 기체 구조는 게이츠를 기반으로 해서 그 운동 성능이나 정보 수집 능력을 계승하면서 GAT-X 시리즈의 기술도 도입한 기체가 되었다. 또한 단독으로 다수의 적을 상대로 압도적인 전투력을 보여줄 수 있는, 지구연합군에 대한 비장의 카드가 될 수 있도록 뉴트론 재머의 효과를 상쇄시키는 "뉴트론 재머 캔슬러"를 탑재하고, 핵엔진을 동력원으로 하여 무한에 가까운 에너지를 획득할 수 있게 되었다. 이로 인해 무장들의 대폭적인 출력 향상과 기존의 모빌 슈트들을 훨씬 뛰어넘는 가동 시간을 확보해, 페이즈 시프트 장갑(PS 장갑)이 다운되는 일이 없게 되었다.
저스티스 건담의 가장 큰 특징은 뒤에서 서술할 "파툼-00"에 있다. 플라이트 유닛과 접속하여 기동성을 향상시킨다는 아이디어 자체는 지구연합군의 스트라이크 건담의 시점에서도 존재한 것이지만, 저스티스 건담에서는 이를 보다 발전시켜 파툼-00을 활용한 합체, 분리 전법으로 다른 무인기(동료기)와 연계하는 것과 같은 다중 공격에 활용하는 것도 가능하다. 다수의 고정 화기로 인해 높은 포격 능력을 가지고 있는 프리덤 건담과 비교했을 때 종합적인 화력에서는 부족하지만, 높은 기동성과 공격 능력으로 C.E. 71년의 톱 클래스의 기체로 군림했다. 이터널의 함재기로, 식별번호는 "102"를 사용했다.

### 기체 구조
머리
기존의 자프트제 모빌 슈트에 채택된 모노아이 타입이 아닌 트윈아이 타입이다. 이지스 건담의 영향을 많이 받은 모습을 하고 있다.
콕피트
프리덤 건담 등과 공통의 것을 채택하고 있다. 내부는 기체의 움직임과 연동되는 전방위 모니터의 회전형을 채택했으며, 콘솔에는 멀티 록온 대응의 구체형 입체 표시 패널이 탑재되어, 기체의 포텐셜을 최대한 발휘할 수 있도록 고안되었다. 탑승구를 향해 시트 자체가 오르내리는 방식이다.
다리
외관은 G 병기의 특징 부분을 반영하고 있지만, 동체나 다리 부분의 형태는 자프트의 기존 모빌 슈트(MS)인 시구를 연상시키는 디자인으로 되어 있다.
마운트 래치
사이드 스커트와 허리에 마운트 래치를 갖추고 있다.
환장 기구
장비 환장형 기체로서의 운용이 가미된 저스티스 건담이지만, 런처 스트라이커나 소드 스트라이커에 해당하는 옵션은 제작되지 않았다.

### 무장
MMI-GAU1 사지투스 20mm 근접 방어 기관포
프리덤 건담의 "MMI-GAU2 피쿠스 76mm 근접 방어 기관포"보다 작은 구경이지만, 속사성이 뛰어난 마이우스 밀리터리 인더스티리사의 기관포이다. 머리 양쪽에 장비되어 있다. "사지투스(sagittis)"는 라틴어로 "화살"을 의미한다.
RQM51 밧셀 빔 부메랑
양쪽 어깨에 장착되어 있는 빔 부메랑이다.
빔 블레이드에 대한 간섭 반응을 이용하여 투척 궤도를 컨트롤할 수 있는 삼지구조의 부메랑이다. 스트라이크 건담과의 교전 데이터를 통해 그 유용성을 착안한 장비로, 저스티스 건담 제조 후기에 개발되어 구현되었다.
작품 내에서 포비든 건담의 게슈마이디히 팬저(특수 장갑 테크놀로지)에 직접적인 열상을 입힌 유일한 무기이기도 하다.
MA-M01 라케르타 빔 사벨
프리덤 건담의 것과 같은 것으로 마티우스 아세나리사가 제조한 빔 사벨이다. "라케르타(Lacerta)"는 라틴어로 "도마뱀"을 의미한다.
핵 에너지의 공급에 의해 초기 GAT-X 시리즈 기체보다 고출력이면서 보다 긴 빔 블레이드를 형성한다.
2개의 빔 사벨의 손잡이를 연결하면 "앰비덱스트러스 할버드"라 불리는 형태로 사용하는 것도 가능한데, 이는 창으로도 평가된다.
MA-M20 루프스 빔 라이플
프리덤 건담의 것과 같은 형태의 빔 라이플이다. "루프스(lupus)"는 라틴어로 "늑대"를 의미한다.
게이츠 改에서 테스트를 거쳐 채택한 것으로, 핵 에너지의 공급에 의해 초기 GAT-X 시리즈에 탑재된 빔 라이플보다 고출력을 자랑한다. 사용하지 않을 때는 본체 허리 뒷면의 래치에 장착할 수 있다.
대 빔 실드/라미네이트 안티 빔 실드
로라시아급 전함의 장갑 기술을 전용한 실드로, 경량 및 경질성을 겸비하고 있다. 또한 재질은 라미네이트 장갑을 사용한다. 프리덤 건담의 것과 같은 형태의 실드이다. 실드는 상반신을 가릴 정도로 크고 옆에는 루프스 빔 라이플의 총구를 삽입하기 위한 건포트가 있다.
작품 내 콜로니 멘델에서의 전투에서 캘러미티 건담의 스킬라의 포격을 실드로 막을 때 표면이 짓무르는 상태까지 손상되었지만, 고출력의 빔 포도 막아내는 방어 성능을 나타냈다.
파툼-00 (더블오)
구울의 발전형으로 모빌 슈트(MS) 지원 공중 기동 비상체이다. "파툼(fatum)"은 라틴어로 "운명"을 의미한다.
저스티스 건담의 가장 큰 특징인 항주·항공용 유닛이며, 저스티스 건담의 본체에 장착시에는 메인 스러스터로 기능한다. 또한 본체로부터 분리되어 원격 조작 및 자율 인공지능(AI)으로 자동 운용이 가능하다. 게이츠 改에서 테스트된 프로토타입의 스러스터를 두 배로 늘리는 등의 개량을 한 것이다. 본체와 같이 페이즈 시프트 장갑 소재의 유닛으로 가동하지 않을 시에는 페이즈 시프트 다운되어 있다.
GAU5 폴크리스 기관포
엔진 블록에서 포르티스 포신 사이에 내장된 기관포로, 필요에 따라 탄종을 작렬탄이나 철갑탄으로 변경할 수 있다. "폴크리스(volucres)"는 라틴어로 "새"를 의미한다.
M9M9 케르푸스 선회 포탑 기관포
엔진 블록 상단에 탑재된 실탄 포탑으로 360도 전방향으로 발사가 가능하다. "케르푸스(cervus)"는 라틴어로 "사슴"을 의미한다.
MA-4B 포르티스 빔 포
앞 부분에 2문이 탑재된 고출력의 속사형 빔 캐논이다. 진 등의 발루스 改 특화 중립자포와 버스터 건담의 초 고 임펄스포의 기술을 전용해 개발되었다. "포르티스(fortis)"는 라틴어로 "강력함"을 의미한다.

### 형태
플라이어 형태
파툼을 앞쪽으로 전개한 형태로 가속력, 기동력이 강화되며, 포격전에도 적합하다. 매체에서 형태명은 조금씩 차이가 있으나 작품 내에 등장하는 라우 르 크루제의 디스크에서는 프리덤 건담과 동일하게 "하이맷 모드(High Maneuver Aerial Tactical Mode)"로 표시되는 자료가 존재하며, 건담 프라모델 〈1/144 RG 저스티스 건담〉의 패키지에서도 그렇게 설명되어 있다. 한편 ZGMF-X10A 프리덤 건담에서 하이맷 모드와 함께 언급되는 "풀 버스트 모드"에 대한 언급은 저스티스 건담에서는 일절 이루어지지 않았다.
비행 형태
파툼을 등쪽에 접속한 채로 날개를 펼친 형태이다. 적지에 대한 급속한 전격 침공에 적합하다.
리프터 탑승 형태
저스티스 건담이 파툼-00에 탑승한 형태이다. 입체적인 기동 전투에서 효력을 발휘한다.

### 특수 장비
모빌 슈트 임베디드식 전술강습기 "미티어"

### 작품 내에서의 활약
키라 야마토에 의해 탈취된 프리덤 건담의 탈환 및 키라와 접촉한 것으로 생각되는 인물, 시설을 배제하기 위해 아스란 자라에게 주어졌지만, 오브 공방전에서 아스란의 저스티스 건담은 아크엔젤 측에 가세하였고, 이후에는 아크엔젤 측의 전력이 되어 신형 GAT-X 시리즈에 고전하는 프리덤 건담을 지원하며 위기에서 구해냈다.
이후에 아크엔젤은 라크스 클라인 일파가 탈취한 이터널과 합류하면서, 저스티스 건담은 프리덤 건담과 함께 원자로 정비 환경을 갖추고 있는 전용 운용함 이터널의 함재기가 되었다. 그리고 이 무렵에 왼쪽 어깨와 왼쪽 발목에 식별번호 "102"가 기재되었다.
제2차 야킨 두에 공방전의 최종 국면에서 프리덤 건담과 연계하여 캘러미티 건담을 격파하는 활약을 펼쳤고, 카가리 유라 아스하의 스트라이크 루즈와 함께 제네시스 내부로 돌입하여 저스티스 건담을 자폭 스위치로 핵폭발시킴으로써 제네시스를 파괴했다. 이로써 제네시스의 지구로의 감마선 레이저 포격은 저지되었다.

## 인피니트 저스티스 건담
건담 시리즈에서는 애니메이션 작품 《기동전사 건담 SEED DESTINY》에서 등장한다. "인피니트(∞)"는 수학 기호로 "무한"을 의미하며, "저스티스(Justice)"는 영어로 "정의"를 의미한다.
《기동전사 건담 SEED》 시리즈의 설정 제작을 담당한 모리타 시게루는 처음에 은색의 저스티스 건담으로 하자는 아이디어가 있었음을 시사했다. 또한 작품에 등장하기 전 미디어에 "나이트 저스티스 건담"으로 발표되었지만, 현재의 이름으로 변경되었다. 작품 내에서는 풀네임인 "인피니트 저스티스"가 아니라, 세력을 불문하고 간단히 "저스티스"라고 불렸다.
설정 해설
인피니트 저스티스 건담은 원래는 플랜트에서 기본 설계가 이루어지고 있던 기체였지만, "터미널"에 의해 비밀리에 데이터를 탈취당하고, 그들의 무기 개발 제조 거점인 "팩토리"에서 개발되었다. 개발의 주도적인 역할을 키라 야마토가 맡았으며, 전임기인 ZGMF-X09A 저스티스 건담 및 세컨드 스테이지 시리즈의 기술을 투입하여, 아스란 자라의 탑승과 스트라이크 프리덤 건담과의 연계를 전제로 한 설계가 이루어졌다.
동력으로 "하이퍼 듀트리온 엔진"을 채택함으로써 전임기인 저스티스 건담의 몇 배를 상회하는 전투력을 획득했을 뿐만 아니라 프레임 부분은 은색으로 발색하는 페이즈 시프트 소재를 채택하여 방탄 성능 및 견고함이 강화되었고, 구동에 의해 걸리는 부하에 대한 강도가 크게 향상되었다. 스트라이크 프리덤 건담과 마찬가지로 기체의 과부하가 발생했을 때에는 은색으로 발광한다. 또한 아스란 자라의 전투 데이터를 반영한 최종 조정이 이루어졌으며, 기체의 어깨 부분을 비롯해 스러스터를 증설하여 운동성의 향상도 도모했다. 이로써 인피니트 저스티스 건담은 같은 진영의 형제기인 스트라이크 프리덤 건담, 자프트 정규군 소속인 데스티니 건담, 레전드 건담에 필적하는 기체 성능을 획득하게 되었다.
전용 OS인 "G.U.N.D.A.M Complex"는 새롭게 업데이트한 버전을 탑재했다. "멀티 록온 시스템"도 건재하고, 미티어와의 접속도 가능하다.

### 인피니트 저스티스 건담의 무장
MMI-M19L 14mm 2연장 근접 방어 기관포
머리 양쪽에 탑재되어 있으며, TFA-4DE 가저우트에 장착된 모델의 개량형인 소구경 기관포이다. 추진제의 개량에 따른 초기 속도 증가 및 대장갑용의 마찰 경감 코팅에 의해 스토핑 파워는 저스티스 건담의 것보다 25% 향상되었으며, 또한 장탄 공간도 20% 확장되었다.
MMI-GAU26 17.5mm CIWS
가슴의 인테이크 위쪽과 아래쪽 양 옆구리에 탑재되어 있다. 견제용의 CIWS이다. 배치 형편상 자유도는 낮지만, 정면 방향으로 촘촘한 탄막을 형성할 수 있다.
MA-M1911 고 에너지 빔 라이플
"MA-M20 루프스 빔 라이플"을 기반으로 인피니트 저스티스 건담 전용으로 개수한 빔 라이플이다. 취급하기가 용이하도록 설계된 구조를 가지고 있다. 사용하지 않을 시에는 본체 허리 뒷편에 장착 가능하다. 저스티스 건담과 마찬가지로 미티어 환장 시에는 "MX-2002 빔 캐리 실드"와 함께 웨폰 베이에 격납된다.
MA-M02G 슈페르 라케르타 빔 사벨
스트라이크 프리덤 건담의 것과 같은 빔 사벨이다. "슈페르"는 프랑스어로 "슈퍼"를 의미한다.
저스티스 건담의 "MA-M01 라케르타 빔 사벨"을 개량한 장비이다. 2개의 빔 사벨의 손잡이를 연결하여 양쪽에서 빔 날을 방출하는 "앰비덱스트러스 할버드" 형태로도 사용이 가능하다. 최종 결전에서는 데스티니 건담의 아론다이트 빔 소드를 두 동강내고, 빔 사벨로 내려쳐 팔마 피오키나로 응수하려는 데스티니 건담의 왼팔을 파괴시켰다.
MR-Q15A 그리폰 빔 블레이드
무릎과 발 끝 사이에 설치된 활톱 모양의 빔 블레이드이다. 다리 부분을 공격할 때에 위력을 발휘한다. MRQ-17X의 앞선 형태의 모델이다. 파툼-01에도 같은 계열의 무장이 탑재되어 있지만 본체의 설계가 파툼보다 선행되었기 때문에 세대가 오래된 모델이 탑재되어 있다. 아스란의 이지스 건담의 운용 실적에 따른 것으로 실질적으로 아스란을 위해 장비된 무장이다.
《기동전사 건담 SEED DESTINY》 제43화에서 데스티니 건담의 플래시 엣지 2 빔 부메랑을 이것으로 파괴했다. 또한 제50화에서는 빔 사벨을 사용하는 임펄스 건담의 오른팔을 파괴했으며, 데스티니 건담이 날린 플래시 엣지 2 빔 부메랑을 파괴하고, 오른쪽 다리를 파손시켰다. 건담 프라모델 〈1/100 MG 인피니트 저스티스 건담〉을 감수한 시게타 사토시는 "베어 차기" 포즈의 재현에 열의를 보였다.
MX-2002 빔 캐리 실드
빔 실드 제너레이터, 빔 부메랑, 와이어 앵커를 내장하고 있는 복합 실드 무장이다. 따라서 실드 자체는 무장으로서의 의미가 강하다. 빔 캐리 실드에 "EEQ08 그래플 스팅어"와 "RQM55 샤이닝 엣지 빔 부메랑"이 장비되어 있으나 마운트 형상의 변경으로 다른 무장도 휴대가 가능하다. 소설판에서는 대 빔 코팅이 된 장비로 레퀴엠의 양전자 리플렉터 돌파에 활용되었다.
"MA-M1911 고 에너지 빔 라이플"과 함께 미티어 환장시에는 웨폰 베이에 격납된다.
RQM55 샤이닝 엣지 빔 부메랑
빔 캐리 실드 바깥에 설치된 빔 부메랑이다. 공력 비상체가 아닌 빔장을 형성하는 역장과 공간의 상호작용에 의해 대기권 밖에서의 운용도 가능하다. 보통 빔 캐리 실드 선단부에 탑재되어 있어서, 부메랑으로 사용하는 것 외에도 그대로 빔을 전개시켜 대형 빔 사벨로도 운용이 가능하다. 최종 결전시에 데스티니 건담의 오른 손바닥에 장비된 무장인 팔마 피오키나를 통째로 베어 파괴시켰다.
빔 부메랑이 실드에 탑재되었기 때문에 저스티스 건담에서 빔 부메랑을 장착하고 있던 어깨 부분에는 스러스터가 새롭게 설치되었다.
EEQ08 그래플 스팅거
빔 캐리 실드 외장부에 격납된다. 와이어에 연결되어 있어서, 사출시 적기를 타격하는 것 외에 클로를 통한 구속이나 와이어에 의한 포박 등의 사용이 가능하다.
2004년에 방영된 TV 애니메이션 본편에서 사용된 적은 없지만, 《기동전사 건담 SEED DESTINY FINAL PLUS 선택받은 미래》를 새롭게 그린 오프닝 및 타카야마 미즈호의 만화판 4권, 《기동전사 건담 SEED DESTINY》 HD 리마스터 버전 제49화 등에서 사용 장면을 볼 수 있다.
모빌 슈트 지원 공중 기동 비상체 파툼-01 (제로원)
저스티스 건담의 파툼-00을 발전시킨 리프터이다. 파툼-00이 가지고 있던 기능은 모두 계승하면서 주날개는 큰 가변익이 되었고, 스러스터의 추력도 업그레이드되어 보다 강력한 공간 기동이 가능해졌다. 또한 파툼-01의 장비로 기체 바닥면에 그립이 설치되어 모빌 슈트의 견인도 가능해졌다. 한편 차지하는 공간에 비해 위력이 낮은 실탄 무장은 생략되었다. 그리고 다수의 빔 사벨 및 실체검이 장비되어 있어서 파툼-01 자체를 격투 장비로 사용하는 것도 가능해졌다.
대장갑 나이프
파툼-01의 기수에 설치되어 있는 나이프이다. 배리어블 페이즈 시프트 장갑(VPS 장갑)이 활성화될 때는 노란색으로 변색된다.
임펄스 건담에 탑재되어 있는 M71-AAK 폴딩 레이저 대장갑 나이프를 대형화한 것 같은 장비이다.
MA-6J 하이퍼 포르티스 빔 포
파툼-00에 탑재된 MA-4B 포르티스 빔 포나 세이버 건담에 탑재된 슈퍼 포르티스의 중간에 해당하는 무장이다.
MA-M02S 브레피스 라케르타 빔 사벨
앞 부분에 2기가 장비된 가도식 무장이다. "브레피스"는 라틴어로 "짧다"를 의미한다.
슈페르 라케르타 빔 사벨을 베이스로 개발된 쇼트 타입의 사벨이다. 빔 캐논으로 기능하는 포구(원형)의 반대쪽에 짧은 빔 날을 형성하는 "MA-M02S 브레피스 라케르타 빔 사벨"의 발생구(사각형)가 있어서 포신을 180도 접음으로써 기능을 하며 돌격하며 찌르는 용도로 파툼 돌격시에 사용된다.
MA-M02G 슈페르 라케르타 빔 사벨
본체로부터 분리 후에 가도식의 기수를 진행 방향으로 스윙시켜 사용하는 장비이다. 소지형(검의 자루형)의 "MA-M02G 슈페르 라케르타 빔 사벨"을 내장, 고정식으로 개수한 것이다.
MR-Q17X 그리폰 2 빔 블레이드
양 날개 앞쪽 가장자리에 설치되어 있는 빔 블레이드로 가이아 건담의 윙에 탑재되어 있는 것과 같은 형태이다. 모빌 슈트(MS)나 적 전함의 브릿지를 양단할 수 있는 위력을 지니고 있다.
기타
ZGMF-X42S 데스티니 건담으로부터 탈취한 MMI-714 아론다이트 빔 소드 등이 있다.

### 인피니트 저스티스 건담의 특수 장비
모빌 슈트 임베디드식 전술강습기 "미티어"

### 인피니트 저스티스 건담의 작품 내에서의 활약
《기동전사 건담 SEED DESTINY》 제42화에서 자프트의 오브 침공 작전 중에 인피니트 저스티스 건담의 콕피트에 라크스 클라인을 태우고 궤도 상의 이터널로부터 키라 야마토의 스트라이크 프리덤 건담과 함께 대기권으로 돌입하였다. 라크스가 일시적으로 조종하여 전투 중인 아크엔젤로 수용되었으며, 아스란 자라가 부상을 무릅쓰고 인피니트 저스티스 건담에 탑승한 뒤 출격했다. 신 아스카의 데스티니 건담과 교전하여 데스티니 건담의 오른팔을 잘라내고 철수시키지만, 무리한 아스란이 실신하여 낙하하는 인피니트 저스티스 건담을 키라의 스트라이크 프리덤 건담이 회수한다.
이후, 새롭게 조직된 오브군 제2우주함대의 소속기가 된 인피니트 저스티스 건담은 대량 살상 무기인 레퀴엠을 파괴하기 위해 출격(메사이어 공방전)한다. 인피니트 저스티스 건담은 정식으로 오브 군인이 된 아스란 자라 대령의 탑승기로 초반부터 다수의 적을 상대로 분전하였으며, 미티어를 이용해 스트라이크 프리덤 건담과 함께 스테이션 원의 파괴에 성공한다(타카야마 미즈호의 만화판에서는 이 시점에서 데스티니 건담과의 교전으로 미티어를 잃는다). 그대로 다이달로스 주역으로 향해 전투가 점입가경에 이르자, 미티어를 퍼지해 우주요새 메사이어로부터 출격해 온 신 아스카의 데스티니 건담, 레이 자 바렐의 레전드 건담을 필두로 하는 자프트의 증원 모빌 슈트 부대 등과 교전한다. 키라가 레퀴엠으로 침공하는 것을 재촉하자 아스란 자라의 인피니트 저스티스 건담은 아크엔젤 및 무우 라 프라가의 아카츠키들과 함께 선행하고 이를 가로막는 루나마리아 호크의 포스 임펄스 건담을 그리폰 빔 블레이드로 오른팔을 자르고 빔 부메랑으로 오른쪽 다리를 잘라 물리치고, 뒤따라 온 신 아스카의 데스티니 건담과의 대결에 돌입한다. 아스란의 인피니트 저스티스 건담은 데스티니 건담의 아론다이트 빔 소드를 빔 사벨로 양단하며 서서히 몰아붙인다. "MMI-X340 팔마 피오키나 장부 빔 포"로 돌격을 감행하는 데스티니 건담 앞에 끼어든 루나마리아 호크의 임펄스 건담을 빔 캐리 실드로 보호한 후, 팔마 피오키나의 발사 직전에 슈페르 라케르타 빔 사벨, 샤이닝 엣지 빔 부메랑의 이도류로 데스티니 건담의 양팔을 파괴시켰다. 이어서 "MR-Q15A 그리폰 빔 블레이드"로 오른쪽 다리를 절단해 데스티니 건담을 전투 불능 상태로 만들고 승부를 결정지었다.
임펄스 건담이 달 표면으로 추락한 데스티니 건담을 쫓아 전선을 이탈하는 것을 지켜본 후, 아스란의 인피니트 저스티스 건담은 아크엔젤과 교전 중이던 미네르바의 메인 스러스터를 파툼-01의 돌격 공격으로 파괴하여 항행 불능으로 만들었으며, 아카츠키와 함께 양전자 리플렉터 실드를 뚫고 대량 살상 무기인 레퀴엠 내부로 침투하여 파툼-01을 포 내부로 특공시켜 레퀴엠 파괴를 성공시키며 탈출하였다.
《기동전사 건담 SEED DESTINY FINAL PLUS 선택받은 미래》에서 추가되었고, 《스페셜 에디션 완결편 자유의 대상》에서도 이어진 신규 컷에서는 그대로 메사이어로 향해 키라와 듀랜달 일행들의 클라이막스 장면에 개입한 후, 이터널로 귀함하는 스트라이크 프리덤 건담과는 다르게 신과 루나마리아 두 사람을 맞이하러 갔다. 또한 추가된 에필로그에서 오브와 플랜트 간의 종전 협의를 거쳐 플랜트 최고평의회에 초청된 라크스 클라인이 탑승한 이터널을 파툼-01을 장비한 상태로 수행하는 모습이 영상에서 확인되는 인피니트 저스티스 건담의 마지막 모습이다.

## 같이 보기
- 건담 시리즈의 병기 목록
- 기동전사 건담 SEED
- 기동전사 건담 SEED DESTINY
- 이지스 건담
- 프리덤 건담
- 프로비던스 건담

## 주해
1. ↑  이 배크로님은 설정 상으로는 "모빌 슈트 병기 시스템의 명칭으로, "OS"라는 해석은 그 일부를 나타내는 것에 지나지 않는다"라고 되어 있다.[4]
2. ↑  형식번호의 끝 부분은 "eXperiment Atomic"을 약칭한 것으로 "시제기/핵동력 탑재형"을 의미한다.[8]
3. ↑  머리 부분의 메인 카메라 외주 커버(상부 바깥쪽)에는 이탈리아어로 "9"를 의미하는 단어와 함께 "X-09A NOVE"라는 문자가 새겨져 있다.
4. ↑  이 수치는 애니메이션 작품 내에 등장한 "Specification"의 표시 화면에 근거한다.[12] 그러나 작품 내에서의 표기는 "Capacity(용량)"이다. 같은 수치가 데아고스티니 재팬의 《주간 건담 팩트 파일 제99호》 프리덤 건담의 기사에는 "제너레이터 출력 8,826kW"로 표기되어 있으나, 제133호의 저스티스 건담의 기사에는 수치란이 "불명"으로 되어 있다.
5. 1 2  건담 프라모델 〈1/144 RG 저스티스 건담〉, 〈1/100 MG 저스티스 건담〉의 조립 설명서에 수록된 도장색 가이드를 요약하였다.
6. ↑  페이즈 시프트의 컬러링은 핑크, 레드(화이트), 다크 블루 계열[주 5]을 기조로 한 트리콜로이다.
7. ↑  "뉴트론 재머 캔슬러를 탑재(내장)했다" 등이 전제가 된 데다가, "핵융합로"라고 표기한 자료도 존재한다.[15] 한편, 《기동전사 건담 SEED》에서 라우 르 크루제가 보고 있던 디스크 상에서는 "Nuclear Reactor Fuselage Unit (E-Battery Nuclear-Re)", "Neutron Jammer Canceler System" 등으로 표기되어 있다.
8. 1 2  건담 MS 동영상 도감 "제227회 프리덤 건담", "제264회 저스티스 건담"을 참조. 《퍼펙트 어카이브 시리즈3 기동전사 건담 SEED》 타케쇼보, 29쪽, 35쪽의 프리덤 건담, 저스티스 건담 항목(2006년 4월 6일 발행)을 참조. 이전에는 "실드", "빔 코팅 실드", "대 빔 실드" 등의 표기가 대부분이다.
9. ↑  다만, 탄약, 추진제, 산소 등의 제한이 있기 때문에 완전한 무제한은 아니다.[19]
10. ↑  안정적인 가동과 제어를 실현하기 위해 전용 모빌 슈트 네오 오퍼레이션 시스템 "G.U.N.D.A.M Complex"가 탑재되어 있다. 또한 다른 ZGMF-X 시리즈에도 있었는지는 불분명하지만, 자폭 장치도 갖춰져 있었다.
11. ↑  자료에 따라 "밧셀"[7]과 "팟셀"[2]의 두 가지 표기가 존재한다. 본 장비의 공식 철자는 "Bassel"이다.[24]
12. ↑  최고로 길게 빔 날을 전개한 이미지는 여러 미디어에서 확인할 수 있는데, 치프 메카닉 작화 감독인 시게타 사토시의 저스티스 건담의 컨셉 일러스트(닌자들의 칼처럼 역수로 자세를 취하는 모습)에 잘 나타나 있다.
13. ↑  이마에는 이탈리아어로 "19"를 의미하는 단어와 함께 "X-19A DICIANNOVE"(제3기 오프닝 상의 컷에서는 이탈리아어로 "정의"와 "개변"을 의미하는 "Giustizia Modifica")라는 문자가 새겨져 있다.
14. ↑  배리어블 페이즈 시프트 장갑(VPS 장갑) 기동시의 컬러링은 핑크, 레드(화이트), 다크 그레이 계열을 기조로 한 트리콜로에 그린 계열이 가미된 색상이 추가되었다.[주 5]
15. 1 2  그 외, 코즈믹 리전에서의 "신형 핵동력 엔진(Ultracompact Laser Nuclear Fusion Reactor),[46] 《MS 대전집 2006》에서의 "레이저 핵융합 엔진",[47] 《주간 건담 팩트 파일 제139호》(데아고스티니 재팬, 2007년 6월 12일)에서의 "울트라 캠팩트 뉴클리어 리액터(초소형 핵원자로)"등의 표기도 볼 수 있다.
16. ↑  당초 모형 등으로 공개된 설정에서는 "구체적으로 밝혀지지 않았으며, 일설에 의하면 라크스 클라인을 필두로 하는 클라인파가 저스티스 건담의 기본 설계에 세컨드 스테이지 시리즈의 데이터를 통합해 제조한 기체로, 아마도 아스란 자라의 전용기로 개발이 이루어졌을 것으로 생각된다"[43]는 것이었다. 이후에 건담 프라모델 〈1/100 MG 인피티트 저스티스 건담〉의 조립 설명서에서 "자프트에 보관되어 있던 기본 설계를 클라인파가 몰래 탈취해 새로운 개량을 가한 기체로, 개발에는 키라 야마토가 주도적인 역할을 담당했다"[42]는 내용이 기술되었다. 다만 자료에 따라서는 키라가 오노고로섬에 자프트의 특수 부대가 습격할 때까지 프리덤 건담이 수리되어 있었던 것을 알지 못했다고 하는 자료[44]나 스트라이크 프리덤 건담이 프리덤 건담의 수리와 같은 시기에 개발이 진행되고 있었다는 자료[45]도 존재하기 때문에 키라가 인피니트 저스티스 건담의 개발에 종사한 정확한 시점은 분명하지 않다.
17. 1 2  타케쇼보의 《퍼펙트 아카이브 시리즈 5》에서는 "MMI-M19L 14mm 2연장 근접 방어 기관포"가 머리에, "MMI-GAU26 17.5mm CIWS"가 가슴에 장착된 기관포라고 기재되어 있다. 이에 대해 코단샤의 《오피셜 파일 메카 04》에는 가슴에 장착된 기관포가 "MMI-M19L 14mm 2연장 근접 방어 기관포"이며, 머리에 장착된 기관포가 "MMI-GAU26 17.5mm CIWS"라고 기술되어 있다. 반다이에서 발매한 〈1/100 MG 인피니트 저스티스 건담〉에 부속된 조립 설명서에 기재된 설명에도 코단샤의 《오피셜 파일 메카 04》와 동일하게 기술되어 있다. 다만 흉부 아래 옆구리에 대해서는 기재되어 있지 않다.
18. ↑  ZGMF-X09A 저스티스 건담의 라케르타 빔 사벨과 같은 모델이라고 하는 자료도 존재한다.[43]
19. ↑  어깨 부위의 스러스터는 "사이드킥 스러스터"로 불린다.[55]
20. ↑  하사오리 치마키의 만화판 《THE EDGE》에서는 데스티니 건담과 교전으로 레퀴엠 내부에 겨우 도착하고 데스티니 건담에게 빼앗은 아론다이트 빔 소드를 사용해 파괴했다.[37]

## 참고 문헌
- 서적
  - 《KC 디럭스-1770 기동전사 건담 SEED OFFICIAL FILE 메카편 Vol.3》. 코단샤. 2003년 9월. ISBN 4-06-334770-2.
  - 《GUNDAM SEED&ASTRAY MODELING MANUAL Vol.2》. 미디어 웍스. 2003년 11월. ISBN 4-8402-2530-3.
  - 《하비 재팬 MOOK 기동전사 건담 SEED 모델 Vol.3 SEED MSV편》. 하비 재팬. 2004년 5월. ISBN 4-89425-336-4.
  - 시모무라 케이지 (선라이즈) (2004년 8월). 《기동전사 건담 SEED RGB ILUSTRATIONS》. 카도카와 쇼텐. ISBN 4-04-853763-6.
  - 《월간 건담 에이스 2004년 11월호 증간 기동전사 건담 SEED DESTINY 공식 최속 가이드》. 카도카와 쇼텐. 2004년 9월.
  - 《하비 재팬 MOOK 기동전사 건담 SEED 모델 Vol.4 붉은 화염편》. 하비 재팬. 2004년 10월. ISBN 4-89425-347-X.
  - 《데이터 컬렉션 18 기동전사 건담 SEED 하권》. 미디어 웍스. 2004년 10월. ISBN 4-8402-2867-1.
  - 《TV 매거진 특별편집 엑스트라 기동전사 건담 SEED&SEED DESTINY MOBILE SUIT FILE》. 코단샤. 2005년 5월. ISBN 4-06-179152-4.
  - 《Official File Magazine 기동전사 건담 SEED DESTINY OFFICIAL FILE 메카04》. 코단샤. 2005년 11월. ISBN 4-06-367159-3.
  - 《공식 가이드북 3 기동전사 건담 SEED DESTINY 맹세의 우주》. 카도카와 쇼텐. 2005년 12월. ISBN 4-04-853927-2.
  - 《기동전사 건담 MS 대전접 2006》. 미디어 웍스. 2006년 4월. ISBN 4-8402-3411-6.
  - 《PERFECT ARCHIVE SERIES 5 기동전사 건담 SEED DESTINY》. 타케쇼보. 2006년 5월. ISBN 4-8124-2687-1.
  - 《기동전사 건담 SEED MS 백과사전》. 이치진샤. 2008년 7월 1일. ISBN 978-4-7580-1108-2.
  - 《기동전사 건담 SEED DESTINY MS 백과사전》. 이치진샤. 2008년 11월 25일. ISBN 978-4-7580-1126-6.
  - 《기동전사 건담 SEED 코즈믹 이라 메카닉&월드》. 후타바샤. 2012년 11월. ISBN 978-4-575-46469-6.
- 무크
  - 《그레이트 메카닉 8》. 후타바샤. 2003년 3월. ISBN 4-575-46412-0.
- 잡지
  - 《전격 하비 매거진 2003년 4월호》. 미디어 웍스.
  - 《전격 하비 매거진 2005년 6월호》. 미디어 웍스.
  - 《월간 건담 에이스 2005년 6월호》. 카도카와 쇼텐.
  - 《주간 더 텔레비전 2005년 18호》. 카도카와 쇼텐. 2005년 4월 5일.
- 분책 백과
  - 《주간 건담 퍼펙트 파일 제25호》. 데아고스티니 재팬. 2012년 3월 27일.
- 코믹스
  - 하사오리 치마키 (2006년 10월). 《기동전사 건담 SEED DESTINY THE EDGE 제5권》. 카도카와 쇼텐. ISBN 4-04-713868-1.
- 소설
  - 고토 리우 (2005년 7월). 《기동전사 건담 SEED DESTINY 2 방황하는 눈동자》. 카도카와 쇼텐. ISBN 4-04-429109-8.
  - 고토 리우 (2006년 4월 1일). 《기동전사 건담 SEED DESTINY 5 선택받은 미래》. 카도카와 쇼텐. ISBN 4-04-429111-X.
- 건담 프라모델 키트
  - 《1/144 HG 저스티스 건담》. 반다이. 2003년 5월.
  - 《1/100 프리덤 건담》. 반다이. 2003년 7월.
  - 《1/100 저스티스 건담》. 반다이. 2003년 8월.
  - 《1/100 MG 프리덤 건담》. 반다이. 2004년 7월.
  - 《1/144 HG 인피니트 저스티스 건담》. 반다이. 2005년 8월.
  - 《1/100 스트라이크 프리덤 건담》. 반다이. 2005년 8월.
  - 《1/100 인피니트 저스티스 건담》. 반다이. 2006년 5월.
  - 《1/100 MG 인피니트 저스티스 건담》. 반다이. 2008년 10월.
  - 《1/144 RG 저스티스 건담》. 반다이. 2012년 7월.
  - 《1/100 MG 저스티스 건담》. 반다이. 2017년 6월.
- 액션 피규어
  - 《코즈믹 리전 #7005 인피니트 저스티스 건담》. 반다이. 2006년 6월.